# Akbudak
Akbudak (kurdisch Sirgûc) ist ein ehemaliges Dorf im Landkreis Araban der türkischen Provinz Gaziantep und seit der letzten Gebietsreform ein Ortsteil von Araban. Der frühere Name des Ortes war Süpürgüç.
Akbudak liegt etwa 22 Kilometer östlich von Araban und 60 Kilometer nordöstlich der Provinzhauptstadt Gaziantep. Es ist durch eine Landstraße mit der Kreisstadt verbunden. Etwa fünf Kilometer südlich von Akbudak mündet der Karasu in den Euphrat. Vier Kilometer vom Dorf entfernt befindet sich eine gut erhaltene römische Brücke über den Karasu. Drei Kilometer südwestlich des Dorfes liegt an der vom Karasu gegrabenen Schlucht das späthethitische Felsrelief am Karasu, früher auch als Felsrelief von Süpürgüç bekannt.